# Terry Branstad
Terry Edward Branstad, född 17 november 1946 i Leland, Iowa, är en amerikansk jurist och republikansk politiker.
Branstad var guvernör i Iowa 1983–1999 och tillträdde ämbetet på nytt i januari 2011. Branstad är den guvernör i USA som suttit på sin post längst (ingen annan guvernör har mer än fyra mandatperioder à 4 år).
Branstad har norska anor på fädernet.

## Karriär
Branstad avlade Bachelor of Arts vid University of Iowa och juristexamen vid Drake University.
Branstad var viceguvernör i delstaten Iowa mellan åren 1979 och 1983 under Robert D. Ray. Den 14 januari 1983 efterträdde han Ray som guvernör i Iowa. Efter fyra mandatperioder efterträddes Branstad i januari 1999 av Tom Vilsack.
I guvernörsvalet 2010 i bestämde sig Branstad för att utmana dåvarande ämbetsinnehavaren Chet Culver. Branstad vann med 52,9 procent av rösterna mot 43,1 procent för Culver. Den 14 januari 2011 tillträdde han därmed sin femte mandatperiod som guvernör i Iowa. Branstad blev omvald för ytterligare en mandatperiod i guvernörsvalet 2014.
Den 7 december 2016 meddelade USA:s nästa president Donald Trump att han valt Branstad som USA:s ambassadör i Peking, Kina i sitt kabinett som tillträder den 20 januari 2017.